# Universíada de Verão de 1995
A XVIII Universíada de Verão foi realizada em Fukuoka, Japão entre 23 de agosto e 3 de setembro de 1995. A cerimônia de abertura foi realizada no Fukuoka Dome.

## Medalhas
O Quadro de medalhas é uma lista que classifica as Federações Nacionais de Esportes Universitários (NUSF) de acordo com o número de medalhas conquistadas. O país em destaque é o anfitrião.
| Ordem                                                 | País               | Medalha de ouro | Medalha de prata | Medalha de bronze |    |  |
| ----------------------------------------------------- | ------------------ | --------------- | ---------------- | ----------------- | -- |  |
| 1                                                     | USA Estados Unidos | 24              | 27               | 18                | 69 |  |
| 2                                                     | JPN Japão          | 24              | 16               | 24                | 64 |  |
| 3                                                     | RUS Rússia         | 15              | 12               | 23                | 50 |  |
| 4                                                     | CHN China          | 13              | 10               | 16                | 39 |  |
| 5                                                     | KOR Coreia do Sul  | 10              | 7                | 10                | 27 |  |
| 6                                                     | HUN Hungria        | 8               | 4                | 2                 | 14 |  |
| 7                                                     | GER Alemanha       | 6               | 6                | 8                 | 20 |  |
| 8                                                     | BUL Bulgária       | 5               | 4                | 2                 | 11 |  |
| 9                                                     | UKR Ucrânia        | 4               | 5                | 6                 | 15 |  |
| 10                                                    | ROU Romênia        | 4               | 5                | 2                 | 11 |  |
|                                                       |                    |                 |                  |                   |    |  |
| 15                                                    | BRA Brasil         | 2               | 5                | 2                 | 9  |  |
|                                                       |                    |                 |                  |                   |    |  |
| 40                                                    | POR Portugal       |                 |                  | 1                 | 1  |  |
| Os demais países lusófonos não conquistaram medalhas. |                    |                 |                  |                   |    |  |

## Modalidades
Essas foram as modalidades disputadas. Os números entre parênteses representam o número de eventos de cada modalidade:

### Obrigatórias
As modalidades obrigatórias (oito esportes) são determinadas pela Federação Internacional do Esporte Universitário (FISU) e, salvo alteração feita na Assembléia Geral da FISU, valem para todas as Universíadas de Verão.
| - Atletismo (43) - Basquetebol (2) - Esgrima (10) - Futebol (1) | - Ginástica artística (16) - Natação (34) - Polo aquático (1) | - Saltos ornamentais (8) - Tênis (5) - Voleibol (2) |

### Opcionais
As modalidades opcionais são determinadas pela Federação Nacional de Esportes Universitários (National University Sports Federation - NUSF) do país organizador.
- Ginástica rítmica (5)
- Beisebol (1)
- Judô (18)